# Tiberio Crispo
Tiberio Crispo (31 de janeiro de 1498 - 10 de outubro de 1566) foi um cardeal-sobrinho que o Papa Paulo III elevou ao cardinalato em 19 de dezembro de 1544.

## Biografia
Filho de Vincenzo Crispi e Silvia Ruffini, concubina do cardeal Alessandro Farnese, seniore, futuro papa Paulo III. Irmão, por parte de mãe, de Costanza Farnese, filha do cardeal; por isso, havia alguma suspeita que ele também pudesse ser filho de Farnese.
Estudou belas letras; ele tinha una fervida immaginativa, molta sottigliezza di spirito, e tenace memoria, a cui si univa un'assoluto posseso delle filosofiche facoltà, e di una sorbita eloquenza. Prefeito do do Castelo de Santo Ângelo, Roma, 1542-1545; ele supervisionou a maioria das decorações impressionantes pintadas por Pierino del Vaga e seus assistentes no castelo.
Eleito bispo de Sessa Aurunca em 6 de julho de 1543; ocupou a sé até 7 de junho de 1546. Não se sabe quando ou por quem foi consagrado.
Criado cardeal-diácono no consistório de 19 de dezembro de 1544; recebeu o barrete vermelho e a diaconia de S. Agata alla Suburra em 9 de janeiro de 1545. Legado em Perúgia, 23 de março de 1545 a 1548. Como legado, Crispo era uma "força propulsora por trás da renovação arquitetônica da cidade". Por exemplo, em 1547 ele encomendou Galeazzo Alessi para a construção de Santa Maria del Popolo para substituir uma igreja demolida pela construção de Via Nuova. Também encomendou um palácio em Bolsena que leva seu nome, o Palazzo di Tiberio Crispo (também conhecido como Palazzo Crispo Marsciano ou Palazzo Rondanini alla Rotonda), que foi projetado por Antonio da Sangallo, o Jovem por volta de 1543; após a morte de Sangallo, em 1546, Raffaello da Montelupo foi chamado para terminar o palácio, que permaneceu incompleto, no entanto, após a morte de Crispo e Raffaello em 1566.
Administrador da sé de Amalfi, 1 de abril de 1547 até 17 de março de 1561; e novamente, 21 de junho de 1564 a 7 de setembro de 1565. Participou do conclave de 1549-1550, que elegeu o Papa Júlio III. Optou pela ordem dos cardeais-presbíteros, com sua diaconia elevada pro illa vice, 20 de novembro de 1551. Participou do primeiro conclave de 1555, que elegeu o Papa Marcelo II, e do segundo conclave de 1555, que elegeu o Papa Paulo IV. Camerlengo do Sagrado Colégio dos Cardeais, 27 de janeiro de 1559 a 15 de janeiro de 1561. Participou do conclave de 1559, que elegeu o Papa Pio IV. Optou pelo título de S. Maria in Trastevere, 18 de maio de 1562. Administrador da sé de Nepi e Sutri, 19 de janeiro de 1565 até sua morte. Administrador da sé de Sessa Aurunca, 1565 até 27 de janeiro de 1566. Promovido a ordem dos bispos e a sé suburbicária de Sabina, 7 de novembro de 1565. Participou do conclave de 1565-1566, que elegeu o Papa Pio V.
As pesquisas históricas indicam que Crispo foi também provável proprietário do "Palazzo Nobile" em Roma, um palácio originalmente encomendado para o Cardeal Thomas Wolsey por volta de 1507 antes de passar para a família Aldobrandini; Crispo provavelmente encomendou os 400 metros quadrados de afrescos no palácio que celebram a vida de Paulo III. 
Cardeal Crispo faleceu em 6 de outubro de 1566, de febre, em Sutri. Enterrado na catedral de Sutri; e mais tarde, transferido para Capranica e enterrado em sua igreja principal.